# Jörg Enzberger

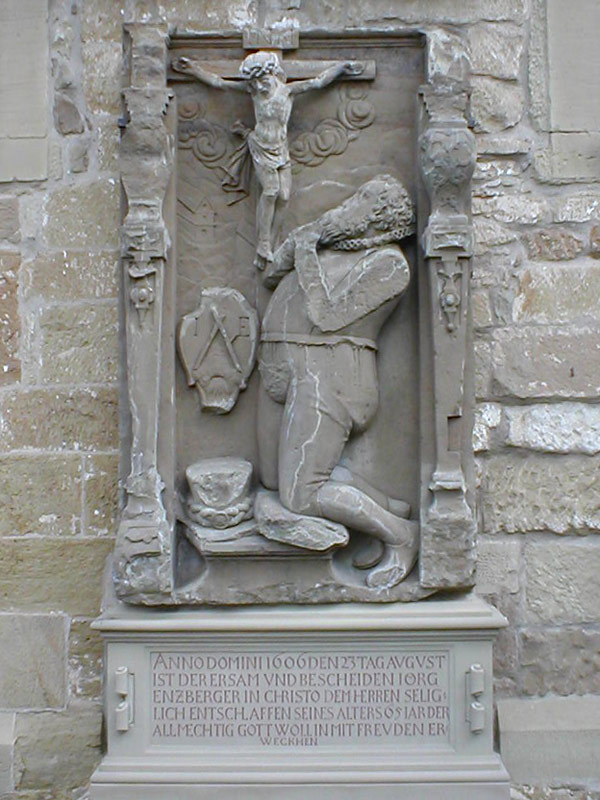
Epitaph des Jörg Enzberger in Frauenzimmern

Jörg Enzberger (* 1541; † 23. August 1606) war herzoglich württembergischer Hofmeier in Frauenzimmern.
Enzberger verwaltete das württembergische Herrschaftsgut in Frauenzimmern, das auf das ehemalige Zisterzienserinnenkloster des Ortes zurückgeht. Er ließ mehrere Bauwerke in Frauenzimmern errichten, von denen sich unter anderem das Erkerhaus von 1588, das seinen Erker jedoch erst 1740 erhielt, und das Storchennest (so genannter Enzberger Hof) von 1595 erhalten haben. Enzbergers Epitaph von 1606 befindet sich an der Martinskirche in Frauenzimmern.

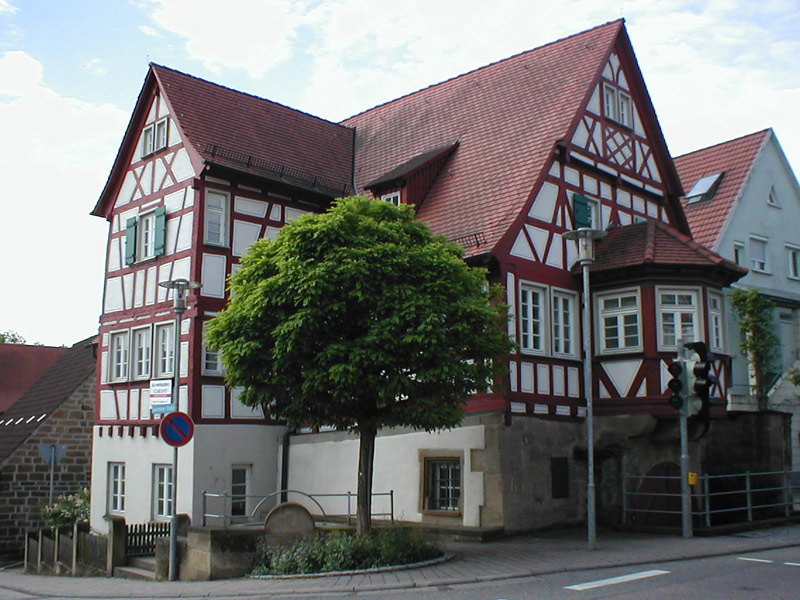
Erkerhaus
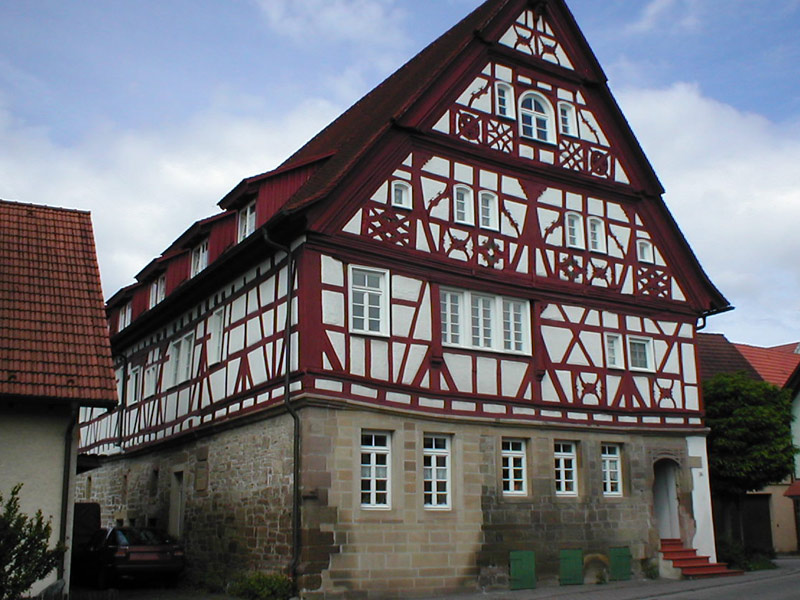
Storchennest